# Vera Lacić
Vera Lacić [vêra lácić], slovenska operna pevka (sopranistka) hrvaškega rodu, * 22. februar 1938, Zagreb, † 7. februar 1975, Ljubljana

## Življenje
Diplomirala je leta 1968, ko je prejela tudi študentsko Prešernovo nagrado. Istega leta je postala članica ljubljanske Opere, kjer je ustvarila nekaj nepozabnih vlog (Marfa v operi Carska nevesta, Norina v operi Don Pasquale, Violetta v operi Traviata).
Prejela je več domačih in mednarodnih priznanj. Zaradi prezgodnje smrti (rak dojke) svojega lirskega soprana in talenta ni mogla povsem razviti. Pokopana je na ljubljanskih Žalah.